# All We Got
All We Got (englisch für „Alles, was wir haben“) ist ein Lied des deutschen DJs Robin Schulz, in Kooperation mit der schwedischen Singer-Songwriterin Kiddo. Das Stück ist die sechste Singleauskopplung aus Schulz’ viertem Studioalbum IIII.

## Entstehung und Artwork
All We Got wurde von den beiden Interpreten selbst, gemeinsam mit den Koautoren Daniel Deimann, Alessandra Günthardt, dem Produzententeam Junkx (bestehend aus: Dennis Bierbrodt, Stefan Dabruck, Jürgen Dohr und Guido Kramer), Oliver Lundström sowie Fredrik Samsson geschrieben. Die Instrumentation durch Keyboards, die Produktion und die Programmierung erfolgten durch die Zusammenarbeit von Junkx und Schulz. Darüber hinaus zeichnete das Produzententeam um Junkx eigenständig für die Abmischung sowie das Engineering verantwortlich. Gemastert wurde das Stück von Monoposto Mastering, unter der Leitung von Michael Schwabe.
Auf dem Frontcover der Single ist – neben Künstlernamen und Liedtitel – eine Bodenturnerin während eines Handstandes zu sehen. Bei der Turnerin handelt es sich um die rumänische Kunstturnerin Andrada Craciun.

## Veröffentlichung und Promotion
Die Erstveröffentlichung von All We Got erfolgte als Download und Streaming am 16. Oktober 2020. Die Veröffentlichung erfolgte als Einzeltrack durch das Musiklabel Warner Music, das gleichzeitig auch für den Vertrieb zuständig war. Verlegt wurde das Lied durch BMG Rights Management, Junkx Edition, Rosz Music Edition, Sony/ATV Music Publishing, Warner/Chappell Music und Whizz Kid Publishing. Am Tag der Erstveröffentlichung erschienen ebenfalls zwei Remixversionen des Liedes, die auch als Einzeltracks veröffentlicht wurden. Es handelt sich zum einen um einen Remix des britischen DJs Joel Corry und zum anderen um einen Remix vom französischen DJ-Duo Ofenbach. Ein weiterer Remix erschien am 8. Januar 2021 vom deutschen DJ Dario Rodriguez, dieser erschien ebenfalls als Einzeltrack. Am 26. Februar 2021 erschien All We Got letztlich als Teil von Schulz’ vierten Studioalbum IIII.
Um die Single zu bewerben, veröffentlichte Schulz über seine sozialen Medien erstmals das Frontcover mit den Worten „Friday: The battle begins“ am 12. Oktober 2020. In den Tagen danach folgten weitere Beiträge, in dem er die Singleveröffentlichung bewarb. Im November 2020 bewarb der deutsche Fernsehsender RTL II das Lied in seiner Werberubrik „Videorotation“, womit es in sämtlichen Werbeunterbrechungen zu hören war.

## Inhalt
Der Liedtext zu All We Got ist in englischer Sprache gehalten und bedeutet ins Deutsche übersetzt so viel wie „Alles, was wir haben“. Die Musik und der Text wurden gemeinsam von Daniel Deimann, Alessandra Günthardt, dem Produzententeam Junkx, Kiddo, Oliver Lundström, Fredrik Samsson und Robin Schulz geschrieben beziehungsweise komponiert. Musikalisch bewegt sich das Lied im Bereich des Deep House, einer Stilrichtung der elektronischen Tanzmusik. Das Tempo beträgt 92 Schläge pro Minute. Die Tonart ist E-Dur. Inhaltlich singt Kiddo unter anderem darüber, dass ihr das Leben viel abverlange. Gegen Ende fasst sie den Entschluss, dass Veränderung bei einem selbst beginnen würden.
Aufgebaut ist das Lied auf zwei Strophen, einem Refrain sowie einer Bridge. Es beginnt zunächst im Intro mit einem kleinen dreizeiligen Ausschnitt aus dem Refrain, auf die die erste Strophe folgt. Die erste Strophe besteht aus vier Zeilen, an die sich zunächst ein sogenannter Pre-Chorus sowie danach der eigentliche Refrain anschließen. Der gleiche Vorgang wiederholt sich mit der zweiten Strophe. Auf den zweiten Refrain folgt die Bridge, die sich auch aus teilen des Refrains zusammensetzt, ehe das Lied mit dem dritten und letzten Refrain endet. Der Hauptgesang des Liedes stammt von der schwedischen Singer-Songwriterin Kiddo, Schulz wirkt lediglich als Studiomusiker an dem Stück mit. Darüber hinaus ist im Refrain und der Bridge ein Kinderchor zu hören.
| „This is all we got. Dreaming ’bout a revolution in our minds. This is all we got. Talking ’bout our resolutions getting high. We don’t need a lot. And we don’t care if we fuck it up. If it’s what we got. Then why not give it all we got?“ – Refrain, Originalauszug | „Das ist alles, was wir haben. Träume von einer Revolution in unseren Köpfen. Das ist alles, was wir haben. Sprechen über unsere wachsende Entschlossenheit. Wir benötigen nicht viel. Und es ist uns egal, ob wir es versauen. Wenn es das ist, was wir haben. Warum geben wir dann nicht alles, was wir haben?“ – Refrain, Übersetzung |

## Musikvideo
Das Musikvideo zu All We Got wurde in Bukarest (Rumänien) gedreht und feierte seine Premiere am 16. Oktober 2020 um 17:00 Uhr auf YouTube. Es zeigt einen Wettkampf zweier konkurrierender Kunstturnerinnen während der „International Gymnastics Championships“. Die Wettstreiterinnen werden durch die professionellen rumänischen Kunstturnerinnen Olivia Cîmpian (blauer Wettkampfanzug) und Andrada Craciun (roter Wettkampfanzug) verkörpert. Beide Sportlerinnen patzen und werden von ihren Trainern beziehungsweise Trainerinnen gerügt. In den Fluren der Sporthalle tröstet Cîmpian zunächst die weinende Craciun und beide beschließen kurzerhand zusammen anzutreten. Sie treten erneut zusammen in einer Art Freestyle vor den Wertungsrichtern an. Diese reagieren zunächst verhalten, die Trainer reagieren empört. Doch unter dem tobenden Applaus der Zuschauer werden die beiden Sportlerinnen auch von den Trainern und Wertungsrichtern angefeuert. Das Video endet mit Cîmpian und Craciun, die sich in die Arme fallen. Die Gesamtlänge des Videos beträgt 3:24 Minuten. Regie führten Maxim Rosenbauer und Moritz Ross, die bereits in der Vergangenheit für Schulz tätig waren. Beide drehten bereits zusammen das Musikvideo zu Unforgettable. Darüber hinaus war Rosenbauer auch als Regisseur für Prayer in C (Robin Schulz Remix) tätig. Bis Januar 2023 zählte das Musikvideo über 48 Millionen Aufrufe bei YouTube.

## Mitwirkende
| Liedproduktion - Daniel Deimann: Komponist, Liedtexter - Alessandra Gunthardt: Komponist, Liedtexter - Junkx: Abmischung, Keyboard, Komponist, Liedtexter, Musikproduzent, Programmierung, Toningenieur - Kiddo: Gesang, Komponist, Liedtexter - Oliver Lundström: Komponist, Liedtexter - Fredrik Samsson: Komponist, Liedtexter - Robin Schulz: Keyboard, Komponist, Liedtexter, Musikproduzent, Programmierung - Michael Schwabe: Mastering Unternehmen - BMG Rights Management: Verlag - EASYdoesit: Filmproduzent (Musikvideo) - Junkx Edition: Verlag - Monoposto Mastering: Tonstudio - Rosz Music Edition: Verlag - Sony/ATV Music Publishing: Verlag - Warner/Chappell Music: Verlag - Warner Music: Musiklabel, Vertrieb - Whizz Kid Publishing: Verlag | Musikvideo (Auswahl) - Hiua Aloji: Filmproduzent - Olivia Cîmpian: Schauspieler (blauer Wettkampfanzug) - Christian Corduneanu: Regieassistent - Andrada Craciun: Schauspieler (roter Wettkampfanzug) - Elena Luca Denfeld: Produktions-Assistenz - Lucian Diaconu: Gaffer - Vasile Dodu: Lichttechniker - Despina Elena: Regieassistent - Marius Erhan: Ausführender Produzent - Dimitri Hempel: Ausführender Produzent, Kameramann - Manuel Kaupp-Merkle: Visueller Effekt - Nadir Mansouri: Farbkorrektur - Maxim Rosenbauer: Regisseur - Moritz Ross: Regisseur - Christof Schnauß: Produktions-Assistenz - Ole Wiedemann: Filmeditor - Bastian Wienecke: Grafikdesigner |

## Rezensionen
Jannik Pesenacker von Dance-Charts ist der Meinung, dass sich All We Got bereits nach dem ersten Takt von den üblichen Schulz-Singles abhebe. Es beschrieb das Stück als „elektronisch angehauchte Popnummer ohne Drop“, die sich unter anderem durch den gepitchten Kindergesang im Refrain von üblichen Popproduktionen abheben könne. Der Titel erinnere im positiven Sinne ferner an den einen oder anderen „Hit“ der Newcomerin Tones and I, die mit Dance Monkey einen „Welthit“ landen konnte.
E.Abe von Radio Energy Sachsen beschrieb All We Got als „mega nice“ mit „geiler Melodie“ und „tollen Vocals“.
Radio Euskirchen beschrieb das Stück als ein Lied, das einem Mut und Entschlossenheit zurückgeben solle. All We Got fange die Essenz dessen ein, wie sich das alltägliche Leben dieser Tage anfühle und liefere eine kraftvolle Botschaft, die Finsternis in Freude verwandele.

## Kommerzieller Erfolg

### Chartplatzierungen
All We Got erreichte in Deutschland Rang fünf der Singlecharts und platzierte sich fünf Wochen in den Top 10 sowie 43 Wochen in den Top 100. In den deutschen Airplaycharts sowie den Dancecharts erreichte das Lied jeweils die Chartspitze. Darüber hinaus erreichte die Single Rang sieben der deutschen Downloadcharts sowie Rang sechs der deutschen Streamingcharts. In Österreich erreichte die Single Rang vier und hielt sich sechs Wochen in den Top 10 und 38 Wochen in den Charts. In der Schweiz erreichte All We Got ebenfalls mit Rang vier seine beste Platzierung und platzierte sich acht Wochen in den Top 10 und 45 Wochen in den Top 100. In den Vereinigten Staaten verfehlte die Single den Sprung in die Billboard Hot 100, platzierte sich jedoch auf Rang 20 der Dance/Electronic Songs. Darüber hinaus erreichte All We Got die Chartspitze der polnischen, die Chartspitze der slowakischen sowie die Chartspitze der tschechischen Airplaycharts.
2020 belegte All We Got Rang 75 der deutschen Airplay-Jahrescharts. 2021 platzierte sich All We Got auf Rang 29 der deutschen Single-Jahrescharts sowie auf Rang 30 in der Schweiz und Rang 35 in Österreich. In den deutschen Airplay-Jahrescharts belegte das Lied Rang elf im Jahr 2021.
Für Schulz als Interpret ist dies der 21. Charterfolg in der Schweiz sowie der 20. in Deutschland und der 18. in Österreich. Es ist jeweils sein zwölfter Top-10-Erfolg in Deutschland und Österreich sowie der zehnte in der Schweiz. Als Produzent ist es je sein 18. Charterfolg in Deutschland und der Schweiz sowie sein 17. in Österreich. In seiner Autorentätigkeit erreichte er je zum 17. Mal die Singlecharts in Deutschland und der Schweiz sowie zum 16. Mal in Österreich. In seiner Autoren- und Produzententätigkeit ist es jeweils sein zehnter Top-10-Erfolg in Deutschland und Österreich sowie der achte in der Schweiz. Kiddo erreichte hiermit außerhalb ihrer Heimat erstmals die Charts, in Schweden ist es nach Letting Go ihr zweiter Charterfolg.
Das Produzentenquartett um Junkx erreichte mit All We Got zum 21. Mal die deutschen Singlecharts in ihrer Autorentätigkeit sowie zum 16. Mal die Schweizer Hitparade und zum 15. Mal die Charts in Österreich. Es ist ihr achter Top-10-Erfolg als Autorenteam in Deutschland und Österreich sowie der sechste in der Schweiz. In ihrer Produzententätigkeit erreichten sie in Deutschland zum 22. Mal die Charts sowie zum 17. Mal die Schweizer Hitparade und zum 16. Mal die österreichischen Singlecharts. Es ist jeweils ihr neunter Top-10-Erfolg als Produzententeam in Deutschland und Österreich sowie ebenfalls der sechste in der Schweiz. Für Deimann stellt dies den sechsten Autorenerfolg in Deutschland dar sowie jeweils den fünften in Österreich und der Schweiz. Es ist nach In Your Eyes (Robin Schulz feat. Alida) und Alane (Robin Schulz & Wes) sein dritter Top-10-Erfolg in allen drei Ländern. Günthardt erreichte hiermit nach Apollo (Timebelle) zum zweiten Mal die Schweizer Hitparade in seiner Autorentätigkeit, in Deutschland und Österreich platzierte er sich erstmals in den Singlecharts. Es ist sein erster Top-10-Erfolg in der Schweiz. Lundström und Samsson erreichten in ihren jeweiligen Funktionen erstmals die Singlecharts aller drei Länder.
| ChartsChartplatzierungen | Höchstplatzierung | Wochen |
| ------------------------ | ----------------- | ------ |
| Deutschland (GfK)        | 5 (43 Wo.)        | 43     |
| Österreich (Ö3)          | 4 (38 Wo.)        | 38     |
| Schweden (GLF)           | 90 (3 Wo.)        | 3      |
| Schweiz (IFPI)           | 4 (45 Wo.)        | 45     |

| ChartsJahrescharts (2021) | Platzierung |
| ------------------------- | ----------- |
| Deutschland (GfK)         | 29          |
| Österreich (Ö3)           | 35          |
| Schweiz (IFPI)            | 30          |

### Auszeichnungen für Musikverkäufe
Im Juli 2022 erhielt All We Got eine Platin-Schallplatte für über 400.000 verkaufte Einheiten in Deutschland, bereits im März 2021 erreichte die Single Gold-Status. Darüber hinaus erreichte das Lied Platin-Status in Frankreich, Italien, Österreich und Polen sowie Gold-Status in Belgien. Somit erhielt All We Got europaweit zwei Goldene und fünf Platin-Schallplatten für über 810.000 verkaufte Einheiten.
| Land/Region        | Auszeichnungen für Musikverkäufe (Land/Region, Auszeichnung, Verkäufe) | Verkäufe |
| ------------------ | ---------------------------------------------------------------------- | -------- |
| Belgien (BRMA)     | Gold                                                                   | 20.000   |
| Deutschland (BVMI) | Platin                                                                 | 400.000  |
| Frankreich (SNEP)  | Platin                                                                 | 200.000  |
| Italien (FIMI)     | Platin                                                                 | 70.000   |
| Kanada (MC)        | Gold                                                                   | 40.000   |
| Österreich (IFPI)  | Platin                                                                 | 30.000   |
| Polen (ZPAV)       | Platin                                                                 | 50.000   |
| Insgesamt          | 2× Gold · 5× Platin ·                                                  | 810.000  |

Hauptartikel: Robin Schulz/Auszeichnungen für Musikverkäufe